# توماس وايزمان
توماس وايزمان (بالألمانية: Thomas Wiseman)‏ هو كاتب سيناريو نمساوي، ولد في 1931 في فيينا في النمسا، وتوفي في 29 أغسطس 2018.

## وصلات خارجية
- توماس وايزمان على موقع IMDb (الإنجليزية)
- توماس وايزمان على موقع قاعدة بيانات الفيلم (الإنجليزية)